# پرستوی سیاه‌وحنایی
پرستوی سیاه‌وحنایی (نام علمی: Hirundo nigrorufa) نام یک گونه از سرده پرستوهای نمادین است.